# Liste der Monuments historiques in Saint-Michel-en-Grève
Die Liste der Monuments historiques in Saint-Michel-en-Grève führt die Monuments historiques in der französischen Gemeinde Saint-Michel-en-Grève auf.

## Liste der Bauwerke
| Bezeichnung      | Beschreibung                  | Standort               | Kennzeichnung | Schutzstatus | Datum | Bild           |
| ---------------- | ----------------------------- | ---------------------- | ------------- | ------------ | ----- | -------------- |
| Kirche St-Michel | Erbaut ab dem 17. Jahrhundert | Rue de l’Église (Lage) | PA00089646    | Inscrit      | 2013  | weitere Bilder |

## Liste der Objekte

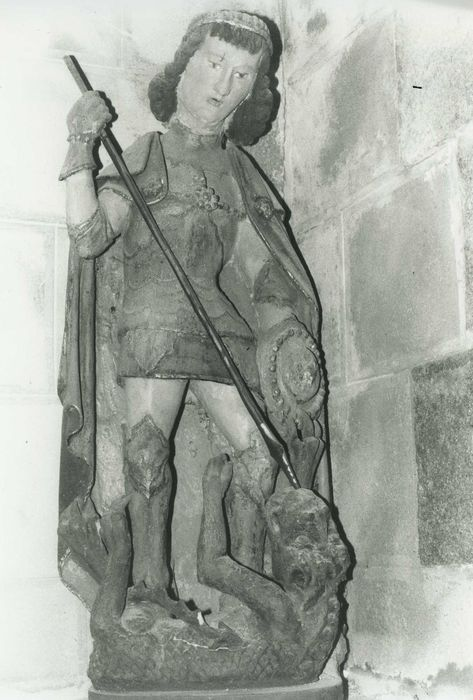
Skulptur Der Erzengel Michael besiegt den Drachen in der Kirche Saint-Michel

- Monuments historiques (Objekte) in Saint-Michel-en-Grève in der Base Palissy des französischen Kultusministeriums